# Gambarsari (Pagaden)
Gambarsari is een bestuurslaag in het regentschap Subang van de provincie West-Java, Indonesië. Gambarsari telt 4510 inwoners (volkstelling 2010).